# Willie "Big Eyes" Smith
Willie Lee "Big Eyes Smith (Helena, 19 gennaio 1936 – Chicago, 16 settembre 2011) è stato un cantante statunitense.

## Discografia

### Da bandleader
- 1995 - Bag Full of Blues
- 1999 - Nothin' but the Blues Y'all
- 2000 - Blues from the Heart
- 2004 - Bluesin' It
- 2006 - Way Back
- 2008 - Born in Arkansas
- 2010 - Joined at the Hip
- 2012 - Live Blues Protected by Smith & Wilson

### Legendary Blues Band
- 1981 - Life of Ease
- 1983 - Red Hot 'n' Blue
- 1989 - Woke Up with the Blues
- 1990 - Keepin' the Blues Alive
- 1991 - U B da Judge
- 1992 - Prime Time Blues
- 1993 - Money Talks

### Collaborazioni
- 1964 - The Blues of Otis Spann (Otis Spann)
- 1966 - Muddy, Brass & the Blues (Muddy Waters)
- 1971 - Live at Mr. Kelly's (Muddy Waters)
- 1973 - Last Night (Carey Bell)
- 1973 - Can't Get No Grindin' (Muddy Waters)
- 1974 - "Unk" in Funk (Muddy Waters)
- 1977 - Hard Again (Muddy Waters)
- 1977 - Nothin' but the Blues (Johnny Winter)
- 1978 - I'm Ready (Muddy Waters)
- 1979 - Muddy "Mississippi" Waters – Live (Muddy Waters)
- 1981 - King Bee (Muddy Waters)
- 1997 - Born in the Delta (Pinetop Perkins)
- 2007 - Breakin' It Up, Breakin' It Down (Muddy Waters, Johnny Winter, James Cotton)
- 2010 - Live! in Chicago (Kenny Wayne Shepherd Band)